# Uttran, Uppland
Uttran är en sjö i Norrtälje kommun i Uppland och ingår i Åkerströms huvudavrinningsområde. Sjön har en area på 0,615 kvadratkilometer och ligger 28 meter över havet. Sjön avvattnas av vattendraget Lillån.

## Delavrinningsområde
Uttran ingår i det delavrinningsområde (662058-164087) som SMHI kallar för Utloppet av Sparren. Medelhöjden är 30 meter över havet och ytan är 48,71 kvadratkilometer. Det finns inga avrinningsområden uppströms utan avrinningsområdet är högsta punkten. Lillån som avvattnar avrinningsområdet har biflödesordning 2, vilket innebär att vattnet flödar genom totalt 2 vattendrag innan det når havet efter 27 kilometer. Avrinningsområdet består mestadels av skog (66 procent) och jordbruk (18 procent). Avrinningsområdet har 4,24 kvadratkilometer vattenytor vilket ger det en sjöprocent på 8,7 procent.